# 桥自弯镇
桥自湾乡，是中华人民共和国湖南省张家界市桑植县下辖的一个乡镇级行政单位。

## 行政区划
桥自湾乡下辖以下地区：
岩塔村、大溪口村、白星村、松柏村、长坪村、张家桥村、鸭儿池村、邓家坪村、刘家铺村、钟家台村、祝家坡村、山羊溪村、五子湾村、潘家山村、白杨村、李家亚村和王家村。